# Dutton (Cheshire)
Pour les articles homonymes, voir Dutton.
Dutton est une paroisse civile et un village du Cheshire, en Angleterre.